# Buse de Swainson
Buteo swainsoni
Espèce
Statut de conservation UICN

 LC  : Préoccupation mineure
Statut CITES
La Buse de Swainson (Buteo swainsoni) est une espèce d'oiseaux de la famille des Accipitridae.
Sa taille est de 43 à 55 cm et son envergure de 117 à 137 cm.

## Répartition
Cet oiseau vit dans le centre-ouest de l'Amérique du Nord ; il hiverne dans le nord de l'Argentine.